# (2023) Asaph
(2023) Asaph – planetoida z pasa głównego asteroid okrążająca Słońce w ciągu 4,89 lat w średniej odległości 2,88 au. Została odkryta 16 września 1952 roku w Goethe Link Observatory w Brooklynie. Nazwa planetoidy upamiętnia Asapha Halla (1829–1907) – odkrywcę księżyców Marsa (Fobosa i Deimosa).